# 歐日善
歐日善（구일선，?—2001年），北韓政治家，曾在1959年至64年期間任職《朝鮮中央通訊社》國際報導局局長。其後晉升為該機構的副總經理。1982年，他在最高人民會議選舉中當選為代議員。2001年離世，死後安葬在平壤的愛國烈士陵園。

## 資料來源
1. 1 2 3  구일선